# Givenchy Road Canadian Cemetery
Givenchy Road Canadian Cemetery is een Britse militaire begraafplaats met gesneuvelden uit de Eerste Wereldoorlog, gelegen in de Franse gemeente Neuville-Saint-Vaast (departement Pas-de-Calais). De kleine begraafplaats ligt in het noorden van de gemeente en is een onderdeel van de herdenkingssite rond het Canadian National Vimy Memorial op de heuvelrug van Vimy en de graven zijn dan ook alle van Canadese gesneuvelden. De begraafplaats heeft een cirkelvormig grondplan met een oppervlakte van 849 m² en is omgeven door een lage natuurstenen muur. Achteraan op de begraafplaats staat het Cross of Sacrifice. Het omliggende ruwe terrein is een bewaard oorlogslandschap met kraters en niet-ontplofte munitie. De begraafplaats wordt onderhouden door de Commonwealth War Graves Commission. Zo'n honderd meter noordelijker ligt de Canadian Cemetery No.2.
Op de begraafplaats worden 111 Canadezen (waaronder 2 niet geïdentificeerde) herdacht.

## Geschiedenis
De heuvelrug van Vimy, in de oorlog door de Britten Vimy Ridge genoemd, domineerde de vlakte ten oosten en was in het begin van de oorlog in Duitse handen gevallen. In de loop van 1915 en 1916 was hier al gevochten, maar de geallieerden konden de heuvel niet heroveren. In april 1917 waren het uiteindelijk de Canadezen die de heuvelrug konden heroveren na een grootschalig offensief, de Slag bij Vimy. Deze begraafplaats werd aangelegd voor het begraven van enkele van de slachtoffers die vielen tijdens die veldslag van 9 april 1917 en de daaropvolgende dagen. De Canadezen duidden hun begraafplaatsen oorspronkelijk aan met letters en nummers en deze begraafplaats noemden zijn eerst CD 1.